# Théorème de Don Chakerian
Soit un ensemble d'au moins trois points du plan, non tous alignés. Chaque point est colorié soit en blanc, soit en noir. Il existe alors toujours une droite monochrome (c'est-à-dire une droite passant par au moins deux points de la même couleur et ne contenant pas de points de l'autre couleur).

## Référence
Martin Aigner et Günter M. Ziegler, Raisonnements divins, p. 77